# Boješice
Boješice (německy Bojeschitz) jsou malá vesnice, část města Mirovice v okrese Písek v Jihočeském kraji. Nachází se asi 2,5 kilometru severně od Mirovic. Boješice jsou také název katastrálního území o rozloze 2,42 km².

## Historie
První písemná zmínka o vesnici pochází z roku 1426.

## Obyvatelstvo
| Rok            | 1869 | 1880 | 1890 | 1900 | 1910 | 1921 | 1930 | 1950 | 1961 | 1970 | 1980 | 1991 | 2001 | 2011 | 2021 |
| -------------- | ---- | ---- | ---- | ---- | ---- | ---- | ---- | ---- | ---- | ---- | ---- | ---- | ---- | ---- | ---- |
| Počet obyvatel | 165  | 160  | 147  | 127  | 135  | 133  | 125  | 88   | 69   | 73   | 49   | 41   | 42   | 43   | 47   |
| Počet domů     | 23   | 25   | 24   | 25   | 25   | 25   | 25   | 27   | 25   | 26   | 21   | 22   | 28   | 30   | 27   |

## Obecní správa
Při sčítání lidu v letech 1850–1899 Boješice byly osadou obce Zalužany v okrese Písek. V letech 1900–1971 byly samostatnou obcí v okrese Písek. Od 26. listopadu 1971 do 31. prosince 1987 byly částí obce Myslín v okrese Písek, kdy se konaly obecní volby. Od 1. ledna 1988 jsou částí města Mirovice v okrese Písek. Poté se Myslín opět osamostatnil, ale Boješice již zůstaly součástí Mirovic. V letech 1961–1971 k obci patřily Ohař a Řeteč.

## Pamětihodnosti
- Kaple ve vesnici pochází z roku 1856 a je zasvěcená Panně Marii.[8]
- Před kaplí se nachází kovový kříž na kamenném podstavci. Na kulatém štítku je tento nápis: POCHVÁLEN BUĎ PÁN JEŽIŠ KRISTUS. Vročení 1861.[9]
- Další kovový kříž na kamenném podstavci se nalézá u komunikace do vesnice ve směru od Mirovic, u odbočky na Myslín. Na jeho štítku je totožný nápis. Datace na zdobném kamenném podstavci je špatně znatelná (1865).[9]
- Vpravo u křižovatky na Ohař se nalézá kříž na kamenném podstavci. Vročení 1956.[9]

## Galerie

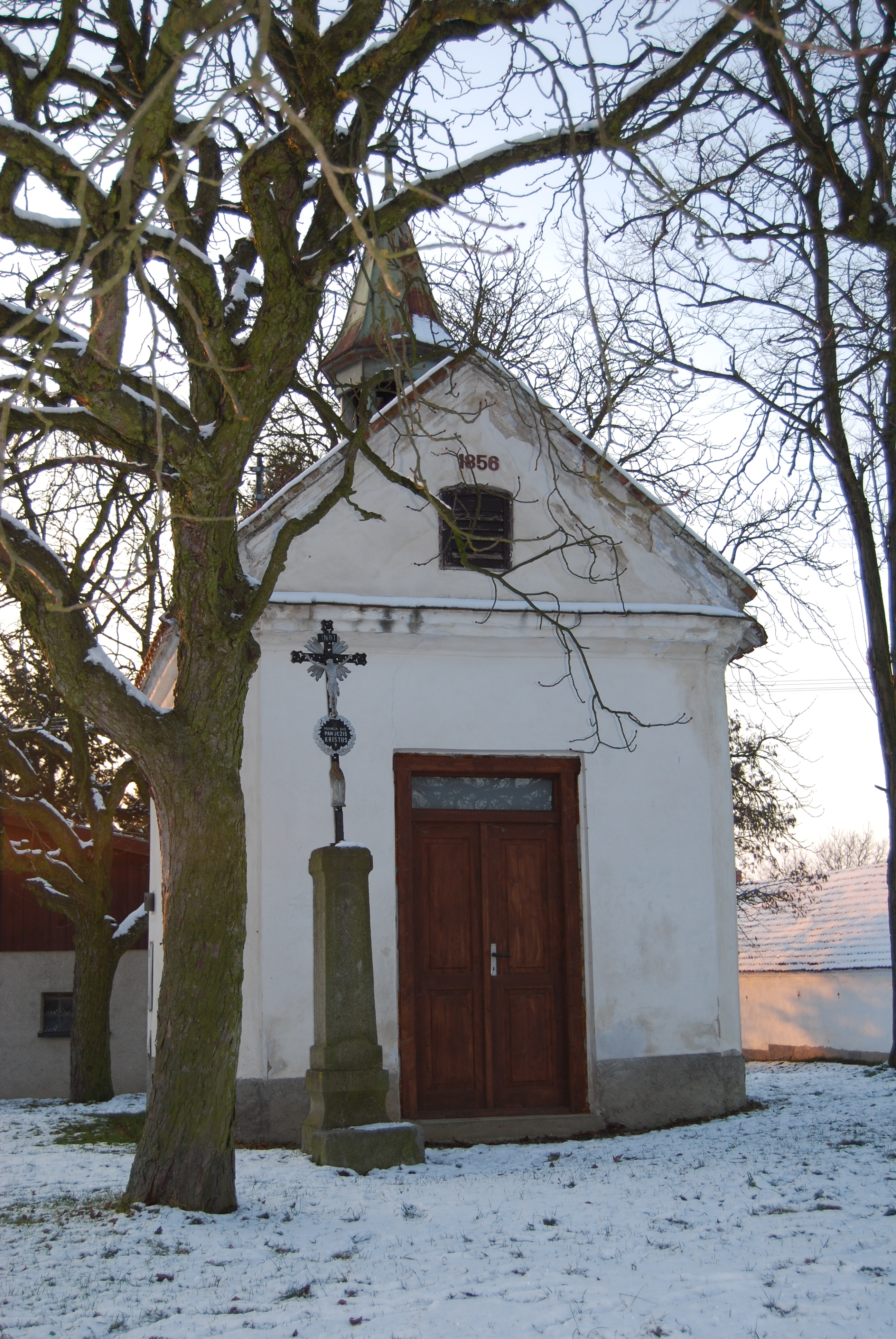
Kaple Panny Marie
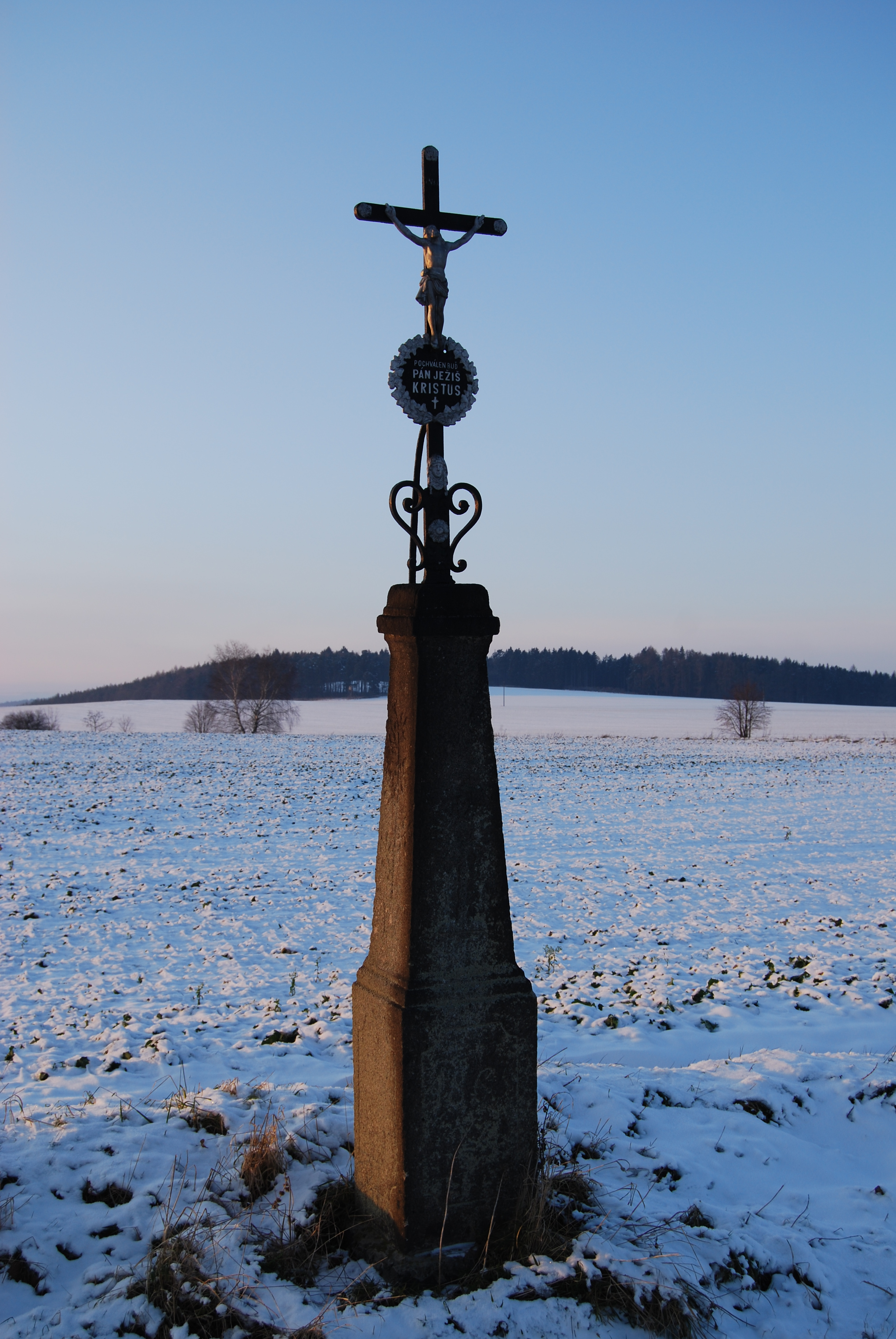
Kříž poblíž vesnice
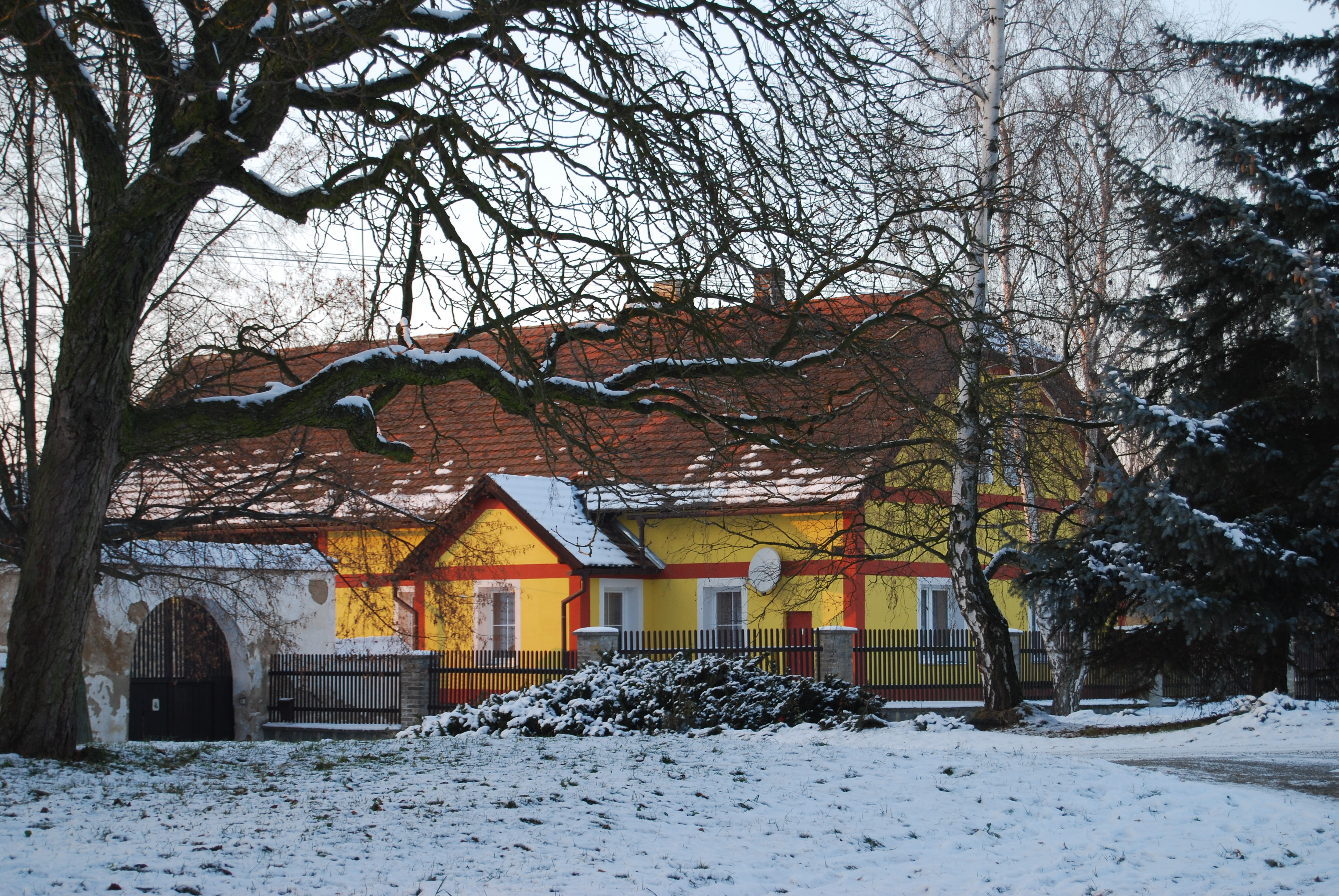
Stavení ve vsi